# Colégio Andrews
O Colégio Andrews é uma instituição de ensino brasileira, atualmente situada no bairro Humaitá, na Zona Sul do Rio de Janeiro. Em 2001, foi classificado pela revista Veja como um dos cinco melhores colégios particulares da cidade.

## História
O Colégio Andrews foi fundado em 1918 por Isabella Robinson Andrews. A partir de 1920, ela associou-se a Alice Flexa Ribeiro na condução do educandário (a família Flexa Ribeiro tornou-se posteriormente proprietária do colégio). Diferentemente da maioria das instituições de ensino fundamental e médio de sua época, o Andrews optou pelo ensino laico, e admitia estudantes de ambos os sexos, de diferentes etnias e credos.

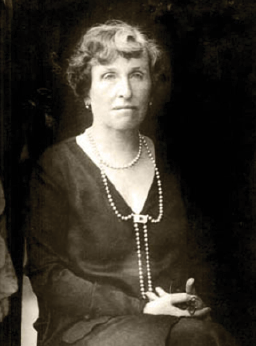
Isabella Andrews, c. 1920.

Nos anos 60, Isabella Andrews escreveu uma carta a Elliot Morrison Andrews, um parente norte-americano que buscava informações sobre a família Andrews no Rio de Janeiro. Nessa carta, ela narra as circunstâncias pessoais que a levaram a dar início ao Colégio Andrews. Além do falecido marido, Robert Francis Andrews (Frank), ela menciona na carta o sogro, Capitão Levi Smaley Andrews, o irmão dele, Obed Andrews, e as irmãs de Frank, Evelyn e Florence:
"Sou a viúva de Robert Francis Andrews (para toda a família Tia Bella). O Capitão Levi Andrews e meus pais eram amigos quando eles vieram para o Rio. Florence, Evelyn e eu frequentamos a mesma escola americana no Rio e depois na Suíça, onde Frank, depois de passar algum tempo em Londres, também foi. Passei vários feriados no "Coboró", a residência do Capitão Andrews (em Niterói, estado do Rio de Janeiro) e lá conheci o Tio Obed quando eu tinha nove anos de idade. Ele me ajudou a descer de uma árvore da qual havia caindo e ficado presa pelas minhas roupas. Depois de 12 anos de um casamento feliz, Frank morreu [em 1900] de febre tifoide, que ele contraiu em Minas — um grande centro cafeeiro onde ele trabalhava como comprador para a empresa Hard Rand. Fiquei sozinha com quatro filhos, Violet com 10, Laurence 7, Leslie 5, e Fred 3.  Os pais de Frank estavam residindo na Inglaterra e o pai dele passou a me dar uma mesada.  Mas no ano seguinte [1902], o Capitão Andrews morreu. Assim decidi abrir uma escola com dois alunos de Jardim da Infância. O colégio, com o nome de Colégio Andrews, cresceu e eu o dirigi por 25 anos, passando a direção para uma ex-aluna e deixando-o com 1.500 alunos — dos cursos Primário, Secundário e "Superior", que prepara alunos, tanto rapazes como moças, para as escolas de Medicina, Direito e Engenharia, além das academias do Exército e Marinha. O colégio foi considerado pelo Ministério da Educação um dos melhores do Rio e tenho ex-alunos que são médicos, engenheiros, advogados, oficiais da Marinha e do Exército, que foram educados desde o Jardim da Infância até ingressarem nas academias do Exército, da Marinha, na Escola Politécnica, e nas Escolas de Direito e Medicina. Desculpe-me se pareço orgulhosa dessa escola, mas é algo que vive em mim. Estou lá com frequência. Para cada tarefa especial, há um chamado para a Mrs. Andrews." [Fonte: Arquivo pessoal de Christina Andrews; originalmente redigida em inglês]
No final dos anos 30, a direção do Colégio passou para o Carlos Octavio Flexa Ribeiro, professor de História da Arte.
Recentemente o Colégio renovou o seu projeto Pedagógico , incorporando contribuições da psicopedagogia.
O teatro compõe outro importante traço de identidade do Andrews. É uma atividade altamente favorecedora das mais diversas modalidades de autoria. Através da linguagem teatral, os alunos são estimulados a expressar-se criativamente, a relacionar-se com suas dificuldades e inseguranças, aprendendo a conviver com elas e até mesmo a vencê-las, fortalecendo sua autoestima. O Teatro Amador do Colégio Andrews (TACA) busca despertar no jovem o gosto pelo teatro, pela literatura, música e artes em geral, formando futuras plateias e público consumidor de cultura. Além disso, a atividade desenvolve a criatividade, libera as emoções e favorece o autoconhecimento, bem como a capacidade de expressão, de trabalhar e organizar projetos em grupo. 
Avaliando a importância do uso de novas tecnologias educacionais, a partir de 1989 passou a oferecer o ensino da linguagem de programação Logo para seus alunos, inicialmente como atividade extracurricular. Em 1994, o Andrews firmou convênio com a COPPE da UFRJ, visando disseminar o uso da informática entre os corpos docente e discente.. O Setor de Mídia e Educação  busca estimular o desenvolvimento das melhores práticas envolvendo o uso de tecnologias integrado ao currículo escolar. Oficinas de capacitação para professores e alunos são oferecidas frequentemente, como uma de Fundamentos da Linguagem de Audiovisual, onde os alunos produzem um curta-metrgem passando por todas suas etapas: roteirização, filmagem e edição. 

## Ex-alunos ilustres
- Alberto Dines[4]
- Alfredo Sirkis[5]
- Armando Freitas Filho[6]
- Drica Moraes,[7] atriz
- Farias de Carvalho[8]
- Gabriel o Pensador,[9] cantor
- José Agripino Maia,[10] político[
- Marcos Szpilman,[11] cirurgião plástico e saxofonista/regente da Rio Jazz Orchestra
- Maria Lúcia Dahl[12]
- Mário Carneiro[13]
- Marisa Monte,[14]cantora ganhadora do Grammy Latino
- Norma Bengell[15]
- Otavio Leite[16]
- Paulo Tapajós[17]
- Rubem Alves[18]
- Saturnino Braga[19]
- Tom Jobim[20] cantor, pianista e compositor